# Steinhuder Hecht

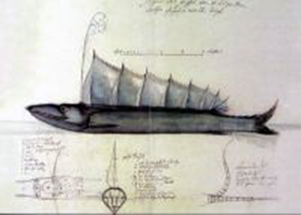
Entwurfszeichnung Praetorius

Der Steinhuder Hecht war ein 1762 vorgelegter Entwurf des schaumburg-lippischen Ingenieurs, Offiziers und Militärschullehrers Jakob Chrysostomus Praetorius für ein Postschiff zwischen der Weser und Lissabon. Es gilt als erster deutscher Entwurf eines U-Bootes.

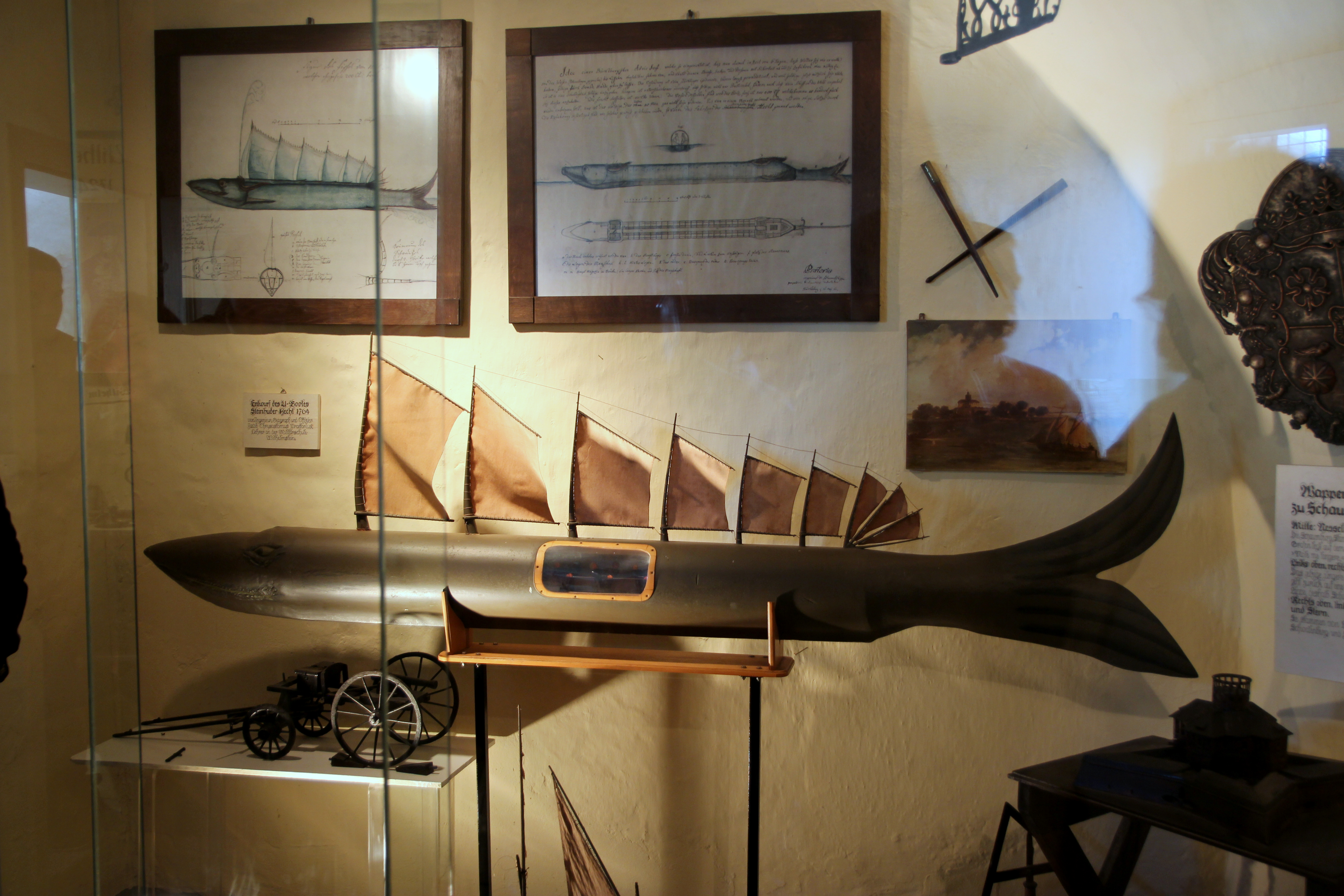
Modell in der Festung Wilhelmstein

Der Entwurf sah eine Eichenholzkonstruktion in der Form eines Fisches vor. Es sollte mit Segeln ausgestattet sein, vor allem aber von einer im Inneren des Schiffes bewegten Schwanzflosse angetrieben werden. Praetorius wollte das Schiff für eine schnelle Postverbindung nach Lissabon bauen, außerdem schlug er eine Nordpolexpedition vor. Graf Wilhelm zu Schaumburg-Lippe (1762 als Militärbefehlshaber in Portugal) ließ den Entwurf aber nicht ausführen. Die zwei Entwurfszeichnungen werden heute im NLA – Staatsarchiv Bückeburg verwahrt.
In den Schiffslisten des Wilhelmstein ist aber nachweisbar, dass Praetorius später eine kleine Variante des Schiffes baute: Ein Falkonettschiff, das in den Listen „der Fisch“ oder „das Praetoriussche Schiff“ genannt wird. In der Literatur wird ein Bericht genannt, nach dem dieses Boot erfolgreich getaucht sei.
Heute sind ein Modell und Konstruktionspläne des Steinhuder Hechts im Militärmuseum auf dem Wilhelmstein ausgestellt.